# 米尔多夫
米尔多夫是奥地利下奥地利州克雷姆斯兰县的一个市镇。总面积28.46平方公里，总人口1425人，人口密度50.1人/平方公里（2005年）。